# جبهه نظامی

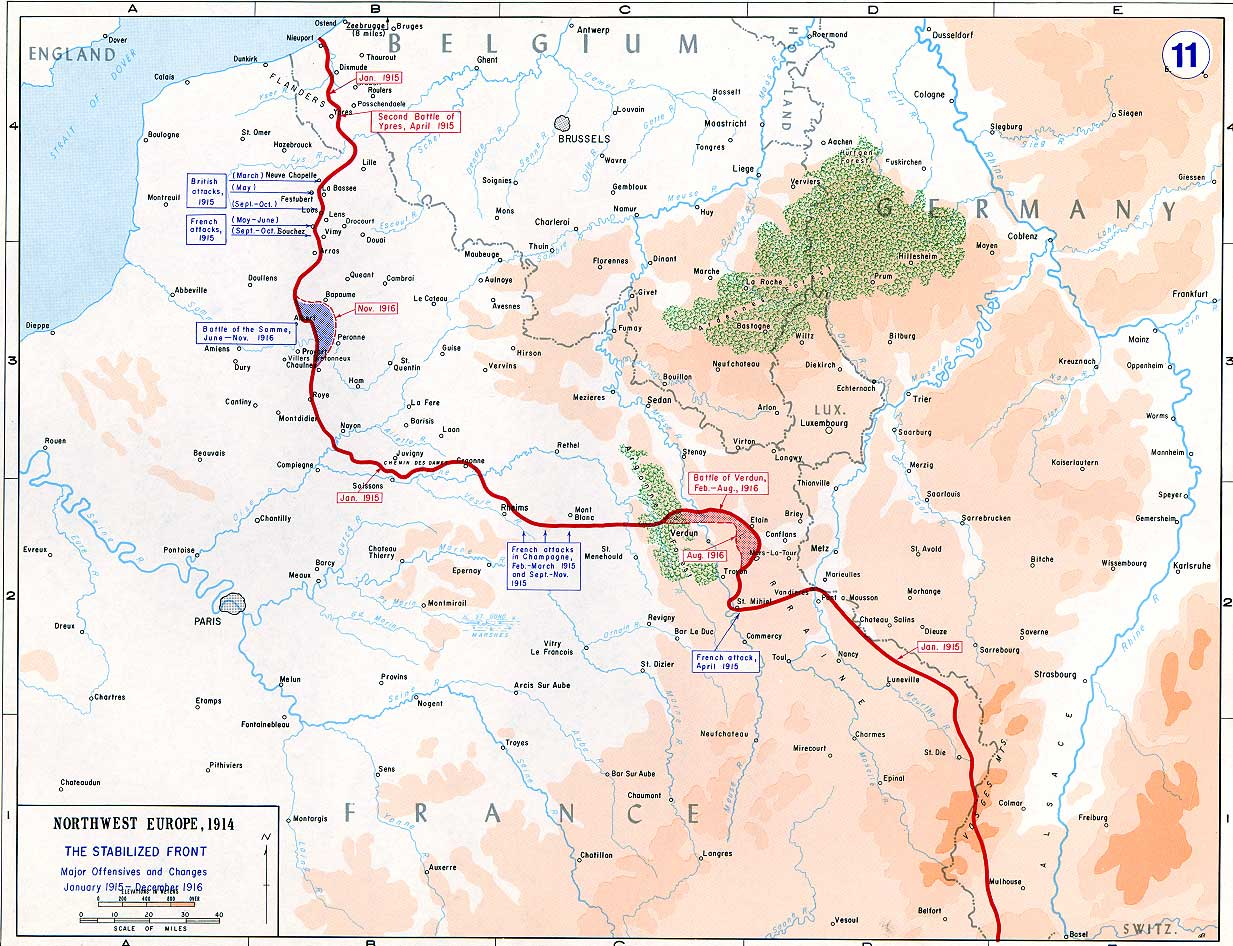
جبهه غربی در سال‌های ۱۹۱۵–۱۹۱۶

جبهه نظامی (انگلیسی: Front) در زمینه نظامی، اصطلاح جبهه می‌تواند معانی مختلفی داشته باشد. طبق تعاریف رسمی وزارت دفاع ایالات متحده و ناتو، جبهه می‌تواند «خط تماس دو نیروی متخاصم» باشد. این خط مقدم می‌تواند یک جبهه محلی یا تاکتیکی باشد، یا می‌تواند تا یک میدان نبرد امتداد داشته باشد. نمونه‌ای از مورد اخیر، جبهه غربی در فرانسه و بلژیک در جنگ جهانی اول بود.
به همین ترتیب، جبهه می‌تواند به جبهه داخلی دشمن یا در صورت عدم وجود نبرد، به جهتی که یک واحد نظامی رو به آن است، اشاره داشته باشد. برعکس، اصطلاح «جبهه خانگی» برای اشاره به شرایط بخش غیرنظامی یک کشور در حال جنگ، از جمله آنهایی که در تدارکات جنگی درگیر هستند، استفاده شده است.
جبهه همچنین می‌تواند به فضای جانبی اشغال شده توسط یک واحد نظامی که از انتهای یک جناح تا جناح دیگر اندازه‌گیری می‌شود، اشاره داشته باشد. میزان جبهه اشغال شده توسط یک واحد به عوامل زیادی از جمله دوره زمانی و فناوری موجود بستگی دارد. به عنوان مثال، طبق دکترین نظامی ارتش شوروی و کسانی که آن را کپی کردند، میزان جبهه اشغال شده توسط یک واحد مهاجم به اندازه آن بستگی داشت. یک لشکر که با سه هنگ در رده اول حمله می‌کرد، منطقه حمله‌ای به عرض ۱۵ تا ۲۵ کیلومتر را حفظ می‌کرد. جبهه یک هنگ معمولاً ۴ تا ۵ کیلومتر عرض داشت، اما می‌توانست بین ۳ تا ۸ کیلومتر متغیر باشد. این جبهه با درگیر شدن هر واحد کوچک‌تر کاهش می‌یافت: ۲ تا ۳ کیلومتر برای یک گردان، ۵۰۰ تا ۸۰۰ متر برای یک گروهان و ۱۰۰ تا ۲۰۰ متر برای یک دسته.
علاوه بر این، ارتش شوروی از اصطلاح «جبهه» برای اشاره به یک گروه ارتش استفاده می‌کرد، همچنین ارتش لهستان نیز در طول جنگ شوروی و لهستان و جنگ جهانی دوم از همین اصطلاحات استفاده می‌کرد.
واژه «شهر خط مقدم» توسط آلمانی‌ها در طول عقب‌نشینی طولانی خود از مسکو/استالینگراد برای اشاره به مراکز شهری که مورد اختلاف دو طرف درگیر بودند، استفاده می‌شد. تعیین یک شهر به این عنوان منجر به تغییرات اداری (عمدتاً اعمال حکومت نظامی) شد. در فیلم سقوط، به این اصطلاح به‌طور خلاصه اشاره شده است.